# 阿纳希特

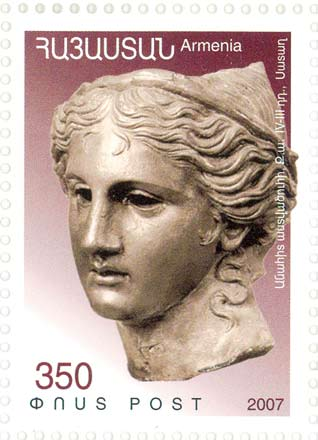
亚美尼亚青铜头像（公元前4世纪中期）邮票，比实际尺寸大，曾属于阿佛洛狄忒雕像。它是19世纪在靠近亚美尼亚耶里扎/艾尔金疆区的萨塔拉附近所发现。通常被解释为代表阿纳希特或阿佛洛狄忒现收藏于大英博物馆。

阿纳希特是亚美尼亚神话中的丰饶、康复、智慧和水女神。在早期，她曾是战争女神，到了公元前5世纪，她与阿拉马兹德一道成为亚美尼亚的主神。

## 阿纳希特的寺庙
在亚美尼亚，阿纳希特崇拜起始于耶里扎、阿尔马维尔、阿塔沙特和阿什提莎特。索菲尼区一座山被称为阿纳希特的宝座（Athor Anahta）。在埃尔津詹省的耶里扎整个地区，被称为Anahtakan Gavar。
根据普鲁塔克记述，埃尔津詹神庙是整个亚美尼亚最华丽、最高贵的神庙。马克·安东尼远征亚美尼亚期间，这些雕像被罗马士兵破坏了。普林尼长老为我们提供了下面的故事：奥古斯特皇帝受邀出席一个将军举办的宴会，他问这个将军，破坏阿纳希特女神的雕像将是否会被愤怒的女神惩罚。这个将军回答：不！相反，总有一天，我将会为阿纳希特塑一尊更好的金像。后来，亚美尼亚人在埃尔津詹塑了一尊新的阿纳希特金雕像。在格里高利教皇到来之前，他们一直崇拜这尊雕像。
每年一度为纪念阿纳希特而举行的纳瓦萨德庆典是跳舞、唱歌、朗诵、竞赛的一个大型聚会场合。病人们通常去寺庙朝圣，祈求康复。亚美尼亚古代医学的象征是一个青铜镀金的阿纳希特女神头像，目前收藏在大英国博物馆 中。

## 史学家的观点

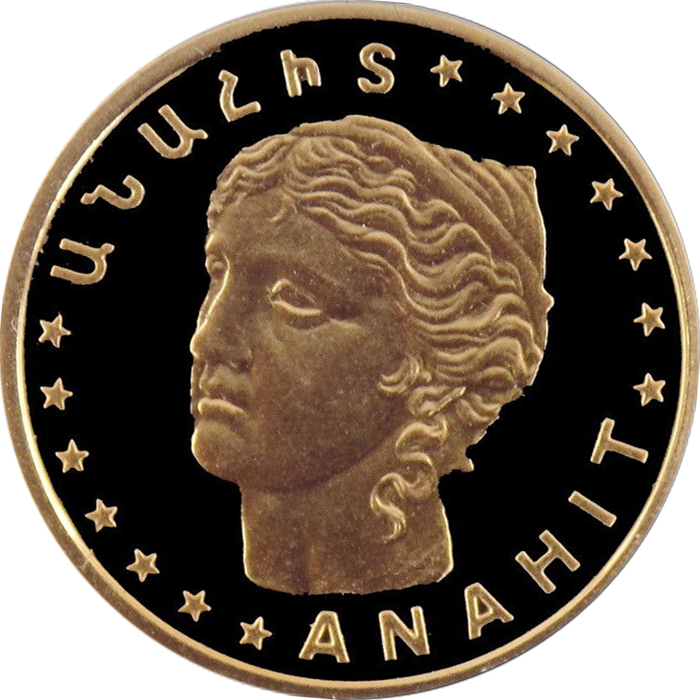
亚美尼亚中央银行发行的阿纳希特女神纪念币

据阿伽桑格罗斯说，特尔达特国王曾赞美她：伟大的女主阿纳希特，我们国家和生机的荣耀...；贞洁之母，伟大和勇敢的阿拉马兹德的子嗣。历史学家伯诺索斯将阿纳希特认定为阿佛洛狄忒女神，而中世纪亚美尼亚抄写员们将她看做阿尔忒弥斯。虽然根据斯特拉博描述，阿纳希特的崇拜包括圣妓卖淫仪式，是“完全没有证据的，然而，宗教卖淫始终是亚美尼亚全国各地阿纳希特寺庙中的一个特色。尤其是本土基督教作家都不愿提及这一点，虽然这可以很有利地用来对旧宗教进行攻击”。

## 与阿尔德维苏拉·阿纳希塔的关系
该名字对应阿维斯陀人（波斯）的阿纳希塔（阿尔德维苏拉·阿纳希塔），一位类似的神话角色。

## 参阅资料
1. 1 2  《世界神话辞典》：第419页，辽宁人民出版社，1989年
2. ↑  亚美尼亚文化遗产, Volume 1, стр. 67, Agop Jack Hacikyan, Gabriel Basmajian, Edward S. Franchuk, Nourhan Ouzounian
3. 1 2 3 4  黑斯廷斯, 詹姆斯. . Elibron Classics. 2001: 797  [2010-12-19]. ISBN 978-1-4021-9433-7.
4. ↑  黑斯廷斯, 詹姆斯. . Elibron Classics. 2001: 797  [2010-12-19]. ISBN 978-1-4021-9433-7.。我们完全没有证据，然而，宗教卖淫始终是亚美尼亚全国各地阿纳希特寺庙中的一个特色。尤其是本土基督教作家都不愿提及这一点，虽然这可以很有利地用来对旧宗教进行攻击”